# Ночь над Чили
«Ночь над Чи́ли» — фильм чилийского кинорежиссёра Себастьяна Аларкона и советского кинорежиссёра Александра Косарева, снятый на базе киностудии «Мосфильм» (СССР) в 1977 году. Историческая драма с реалистичной точностью рассказывает о военном перевороте 1973 года в Чили и последовавших репрессиях, рассматривая их взглядом молодого архитектора Мануэля, находящегося в центре событий. X Московский кинофестиваль отметил работу постановщиков специальным призом за режиссёрский дебют.

## Сюжет
Цель жизни молодого архитектора Мануэля (Григоре Григориу) — строительство новых красивых домов. Он не интересуется политикой, демонстрируя окружающим полный нейтралитет. События 11 сентября 1973 года разбивают созданный им мирок. Убийство законного президента Альенде, аресты без обвинений и решения суда кардинально меняют взгляд Мануэля на происходящее. За то, что через его квартиру от облавы сбежал левый активист, архитектора бросают в тюрьму, он проходит через пытки и издевательства, становится свидетелем массовых расстрелов на национальном стадионе.
Мануэль понимает, что единственный возможный путь для честного человека — путь политической борьбы, народного сопротивления.

## В ролях
- Григоре Григориу — Мануэль Вальдива
- Баадур Цуладзе — муж Марии
- Гиули Чохонелидзе — Хуан Гонсалес
- Ислам Казиев — офицер хунты
- Садых Гусейнов — Роландо Мачук
- Витаутас Канцлерис — Дон Карлос
- Роман Хомятов — офицер на стадионе
- Виктор Соцки-Войническу — Доминго
- Мирче Соцки-Войническу — Роберто
- Всеволод Гаврилов — Падре
- Нартай Бегалин — военный
- Мария Сагайдак — Эсперанса
- Леон Кукулян — Орландо
- Олег Фёдоров — репортер
- Себастьян Аларкон — сержант
- Нина Пушкова — Памела
- Джалил Агаев
- Маяк Керимов — Хосе Атамалес, текстильщик
- Карен Геворкян — Катальдо
- Шахмар Алекперов

## Награды
- Специальный приз за режиссёрский дебют МКФ в Москве, 1977 год
- Съёмки фильма проходили в Баку[1].
- Съёмки событий на стадионе «Насиональ де Чили» были сняты на стадионе «Лужники» в Москве.